# 拉扎里夫卡 (布魯西利夫區)
50°18′45″N 29°35′9″E / 50.31250°N 29.58583°E
拉扎里夫卡（烏克蘭語：Лазарівка）是烏克蘭北部的村莊，隸屬日托米爾州的日托米爾區。該村始建於1585年，面積15.7平方公里，海拔高度164米，2001年人口634，人口密度每平方公里40.38人。